# Il mago della pioggia
Il mago della pioggia (The Rainmaker) è un film del 1956 diretto da Joseph Anthony.

## Trama
Kansas, anni venti. In una regione arsa dalla siccità vive una famiglia di agricoltori (padre, due figli e una figlia). Il padre e i due figli maschi sono preoccupati per le sorti del bestiame, ma ancor di più per il carattere scontroso e ribelle dell'altra figlia Lizzie, ormai non più giovane, che non ha ancora trovato marito. Nonostante sia stata inviata a trascorrere un periodo in città dagli zii, è tornata a casa senza un pretendente. Lo sceriffo File, rimasto vedovo da poco, è l'unico che potrebbe sposarla ma non si fa avanti per timore di vedersi rifiutato.
Nella fattoria arriva nottetempo Starbuck, una via di mezzo tra un ciarlatano e uno stregone, che promette la tanto sospirata pioggia in cambio di 100 dollari. Con la sua parlantina inesauribile e con i suoi strani marchingegni, il fantomatico mago della pioggia scatena una serie di eventi e fa emergere nei caratteri i pregi e i difetti, i rancori e i desideri dei familiari. Risveglia in Lizzie un po' di coraggio e un po' di femminilità facendole capire che è ancora una donna attraente, ed arriva persino a offrirsi per portare via la ragazza.
Alla fine lei troverà l'amore nell'eterno aspirante fidanzato sceriffo e il mago della pioggia se ne andrà solo sotto un diluvio.

## Produzione
Il mago della pioggia fu l'unico film girato dalla Hepburn per la Paramount Pictures.  Scaduto nel 1952 il suo contratto a lungo termine con la MGM, l'attrice aveva scelto di rimanere indipendente per poter scegliere di volta in volta i copioni che riteneva più adatti a sé e trattare direttamente il compenso con i produttori. Il primo nome sul cartellone fu comunque appannaggio di Burt Lancaster, che non aveva saputo resistere alla proposta di un personaggio esuberante e vitale come quello di Starbuck, con il quale avrebbe potuto sfoggiare il suo virtuosismo. La sua interpretazione sopra le righe venne in effetti apprezzata dai critici e dal pubblico, ma fu il ruolo della zitella della Hepburn a colpire la Academy of Motion Picture Arts and Sciences e a far ottenere all'attrice la settima candidatura al Premio Oscar come migliore attrice protagonista. Una seconda candidatura all'Oscar andò a Alex North per la migliore colonna sonora. La pellicola fu diretta da Joseph Anthony, regista teatrale che aveva già diretto la versione andata in scena a Broadway due anni prima con protagonisti Geraldine Page e Darren McGavin.
Nel 1963 venne allestita anche una versione musical, intitolata 110 in the shade.

## Riconoscimenti
- Golden Globe 1957
  - Miglior attore non protagonista (Earl Holliman)